# La Clave de Croacia
La Clave de Croacia (en croata: Ključ Hrvatske) es un partido político croata de ideología populista. Hasta el 21 de mayo de 2022 recibió el nombre de Escudo Humano (en croata: Živi zid), puesto que había sido formado por un grupo antidesahucio del mismo nombre. El partido combate las ejecuciones hipotecarias ocupando propiedades y formando un "escudo humano", tomando de allí su nombre. Fue fundado el 2 de junio de 2011 por Ivan Pernar, inicialmente como una asociación política.
El partido recibió hasta 2014, como una organización en contra de los desahucios, el nombre de Alianza para el Cambio (en croata: Savez za promjene). La organización se transformó oficialmente en un partido político en ocasión de la elección presidencial de Croacia de 2014-2015, apoyando la candidatura de Ivan Vilibor Sinčić, quien obtuvo el tercer lugar con el 16.4% de los votos.

## Principios ideológicos
El partido piensa que el sistema monetario actual es injusto e insostenible porque está basado en la consideración del dinero como deuda. Creen que todo el dinero en circulación se nos concede como un préstamo con intereses, lo que según el partido, es la causa de muchos desahucios en Croacia.
Los principios en los que se basa su programa son:
- Dinero sin crédito. El estado, y no los bancos privados, debe tener el poder para producir dinero.
- Auditoría y enjuiciamiento de los procesos de privatización en Croacia realizados durante los años 90.
- Prohibiciones legales de desalojos permanentes y confiscación del único inmueble en el que el imputado vive solo o con su familia.
- Renacimiento de la agricultura.
- Profunda reforma del sistema judicial y la administración pública.
- Prohibir la participación gubernamental de personas acusadas de corrupción.
- Atención médica y educación gratuitas
- Reducción de los impuestos.
- Eliminar la Corte Constitucional de Croacia.
- Abolición de la suscripción obligatoria a la HRT.
- Defensa de las libertades individuales.
- Salida de la OTAN, retirada de las tropas en misiones en el exterior y proclamar al país como un país neutral.
- Reforma profunda de la Unión Europea para que se convierta en "un verdadero sueño europeo - unificando el continente sobre bases igualitarias y sociales."
- Prohibición total de los productos de organismos genéticamente modificados.
- Oposición a la Asociación Transatlántica para el Comercio y la Inversión
- Legalización de la marihuana.
- Promover la protección ambiental y animal.
- Reconocer al Estado de Palestina.
- Alcanzar la secularización total.

## Procesos electorales

### Elecciones presidenciales
| Presidencia de Croacia |                     |                |                |                |                |
| Año                    | Candidato           | Primera vuelta | Primera vuelta | Segunda vuelta | Segunda vuelta |
| Año                    | Candidato           | Votos          | %              | Votos          | %              |
| 2014–15                | Ivan Vilibor Sinčić | 293,570        | 16.4 (#3)      |                |                |

### Parlamento (Sabor)
| Elecciones                        | En coalición con                                           | Votos                        | &                            | Escaños         | Dif.            |
| Elecciones                        | En coalición con                                           | Conseguidos por la coalición | Conseguidos por la coalición | ŽZ en solitario | ŽZ en solitario |
| --------------------------------- | ---------------------------------------------------------- | ---------------------------- | ---------------------------- | --------------- | --------------- |
| Elecciones parlamentarias de 2011 | A-HSS, DPS                                                 | 15,379                       | 0.63                         | 0/151           | Sin cambios     |
| Elecciones parlamentarias de 2015 | Ninguna                                                    | 94,877                       | 4.24 (#4)                    | 1/151           | 1               |
| Elecciones parlamentarias de 2016 | Cambiar Croacia, Acción Joven, Alphabeto Democrático, HDSS | 117,208                      | 6.23 (#4)                    | 8/151           | 7               |
| Elecciones parlamentarias de 2020 | Cambiar Croacia                                            | 37,628                       | 2.26 (#7)                    | 0/151           | 8               |

Escudo Humano entró por primera vez en el Parlamento de Croacia en las elecciones parlamentarias de 2015 con un 4.2% de los votos y un escaño. En las elecciones parlamentarias del año siguiente su apoyo popular incrementó al 6.2%, incrementando su representación a ocho escaños. En las elecciones parlamentarias de 2020 perdió toda su representación parlamentaria.
En las elecciones al Parlamento Europeo de 2019 el partido obtuvo representación por primera vez en la institución, con un eurodiputado y el 5.7% de los votos.